# Пленер, Игнац фон
Игнац фон Пленер (нем. Ignaz Freiherr von Plener, 21 мая 1810 — 17 февраля 1908) — австрийский и австро-венгерский государственный деятель, исполняющий обязанности министр-президента Цислейтании в 1870. Барон (с 1907).

## Биография
Родился в семье служащего Министерства финансов. В 1827—1833 изучал юриспруденцию в Венском университете. С 1836 — на государственной службе. С 1841 финансовый советник в Эгере, с 1848 — в Праге, Пеште, с 1851 — земельный финансовый директор (Landesfinanzdirektor) в Прессбурге. В 1856 возведен в дворянское достоинство. В 1857 переведен на должность земельного финансового директора в Лемберг.
С 1859 работал в Вене, член Рейхсрата. Выступал за создание системы парламентского финансового контроля.
С 1860 по 1864 Пленер являлся министром финансов Австрийской империи. Проводил политику экономии и сокращения обращения наличной валюты в межбанковских операциях; к 1862 добился балансирования бюджета; создал условия для быстрого экономического развития страны. Участвовал в подготовке Февральского патента. С 1861 — член ландтага Богемии. Выступал против федералистской политики правительства эрцгерцога Райнера Фердинанда. В знак протеста против предложенного проекта конституции 27 мая 1864 подал в отставку.
В 1867—1870 — министр торговли. Проводил политику ликвидации концессий в сфере строительства и управления железными дорогами, реформировал банковскую систему, создал систему статистики и страхования, торговых палат.
15 января — 1 февраля 1870, после отставки Эдуарда Тааффе, исполнял обязанности главы правительства до формирования нового кабинета.
С 1873 и самой смерти был известен как представитель «старых либералов» в конституционной группе Палаты господ (Heerenhaus).
В 1888 именем Пленера назван переулок в Вене.
В 1907 Игнац фон Пленер удостоен императором наследственным баронским титулом.
Сын Пленера Эрнст также стал государственным деятелем, министром финансов Цислейтании (1893—1895), президентом Счетной палаты.